# Шмидт, Афонсу
Афонсу Шмидт (порт. Afonso Schmidt; 29 июня 1890, Кубатан — 3 апреля 1964, Сан-Паулу) — бразильский журналист, писатель (новеллист и романист), драматург и активист-анархист.
В Кубатане основал газету «Vésper», а в городе Сан-Паулу входил в состав редакции важных либертарных периодических изданий «A Plebe» и «A Lanterna», наряду с такими легендарными фигурами бразильского анархистского движения, как Орести Ристори. Он также сотрудничал в отделе новостей газет «Folha» и «O Estado de S. Paulo». В городе Рио-де-Жанейро он основал газету «Voz do Povo», которая со временем стала печатным органом Федерации трудящихся.
Много писал на протяжении всей своей жизни, став автором значительного поэтического и прозаического наследия, собранного в более чем сорока книгах. Основная тема его произведений — жизнь народа. Среди прочего, занимался историческими хрониками и фэнтези, а также был пионером научной фантастики в Бразилии.

## Биография
В 1905 году сдал экзамен в Юридическую школу Сан-Паулу, но учиться туда не пошел. В то время он работал на строительстве железной дороги в Сантусе (Жундиаи). В почти шестнадцать лет в Сан-Паулу он уже сотрудничал в газетах. Решил перебраться в столицу республики Рио-де-Жанейро, привлеченный празднованием инаугурации Афонсу Пены.
Позже он вернулся в Сан-Паулу. На карнавале 1907 года в Рио он купил билет в один конец до Лиссабона и отправился в Европу без паспорта. Раздумывал о переезде в Анголу, но в итоге оказался в Париже, где устроился в издательство французско-португальских словарей.
Несколько поправив своё финансовое положение, вернулся в Бразилию, где в 1911 году дебютировал как поэт сборником стихов «Открытые окна» (Janelas Abertas).
Вновь скитаясь по Европе, он перебрался из Италии в Марсель, пытался вступить в Иностранный легион, но получил отказ. Когда он вернулся в Сантус, началась Первая мировая война. В Рио в 1918-1924 годах работал редактором печатного органа Федерации рабочих «Voz do Povo».
За высказываемые им идеи несколько раз подвергался арестам. Получил известность благодаря различным кампаниям против фашизма и клерикализма, в которых он участвовал посредством брошюр или книг, пьес и газетных статей.
Как и многие латиноамериканские анархисты, приветствовал Октябрьскую революцию в России, что нашло отображение в поэме «Ода русским» (1919). Антикапиталистической критикой пронизаны сборник рассказов «Грубость» (1922), романы «Дракон и девственница» (1926), «Тайны Сан-Паулу» (1955). «Занзала» (1938) — пионерская работа в бразильской научной фантастике. Многие сказки Шмидта также имели тенденцию к фантастике, такие как «As Rosas», «Delírio» и другие. Роман «Поход» (1941) посвящён истории борьбы за освобождение афробразильцев от рабства. В публицистической книге «Путешествие в мир мира» (1956) отображены впечатления от визита в СССР в 1954 году.
В 1942 году награждён Литературной премией Машаду де Ассиса.
В 1963 году как «Интеллектуал года» получил премию Жука Пату, присуждаемую Союзом писателей Бразилии. Афонсу Шмидт является покровителем кафедры 138 Историко-географического института Сантуса. Был членом Академии литературы Сан-Паулу.